# Oumou Sy

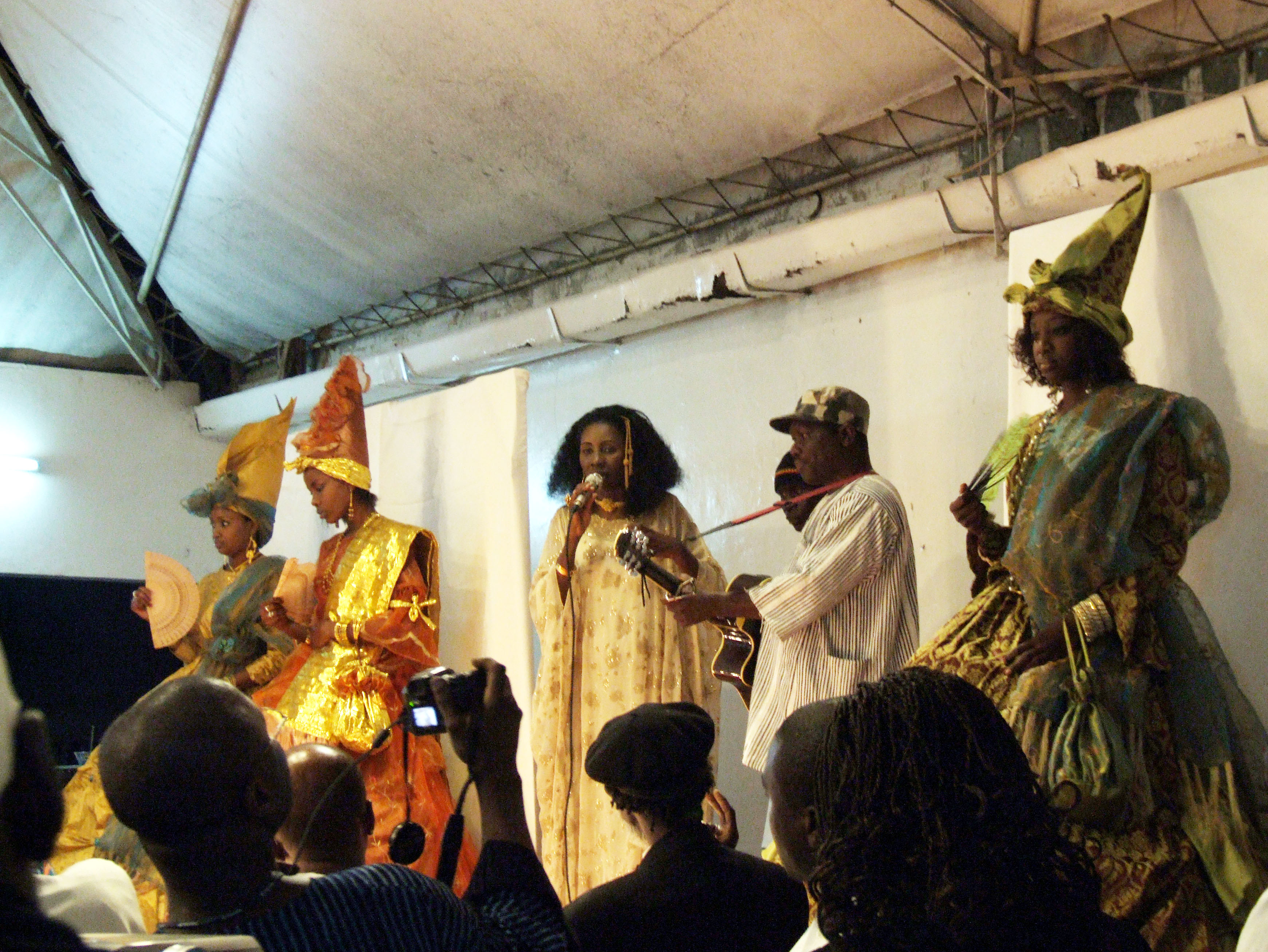
Oumou Sy (ở giữa) tại Cafe Metissacana trong một show thời trang ở Biennale Dakar 2006.

Oumou Sy (sinh năm 1952 tại Podor, Senegal) là một nhà thiết kế thời trang người Senegal, thường được gọi là "Nữ hoàng Thời trang cao cấp của Senegal" hay "Lagerfeld của châu Phi".
Bà thành lập một trường thiết kế thời trang ở Dakar vào đầu những năm 1980. Ngày nay, tên của bà, Oumou, là một thương hiệu gắn liền với các dự án thời trang, nghệ thuật, sân khấu và điện ảnh. Bà thành lập Metissacana, hỗ trợ trao đổi văn hóa và kinh tế giữa các lục địa. Oumou Sy sống và làm việc ở Dakar. Bà nổi tiếng với phong cách thiết kế táo bạo, lấy thẩm mĩ châu Phi làm trọng tâm, kết hợp nhuần nhuyễn với ngôn ngữ thiết kế quốc tế.Oumou Sy là người khởi xướng lễ hội Dakar Carnival và Tuần lễ thời trang quốc tế Dakar diễn ra hàng năm.
Bộ sưu tập của Sy tham gia nhiều buổi trình diễn thời trang ở châu Âu, châu Á, châu Phi và Mỹ. Bà sở hữu các cửa hàng thời trang ở Geneva và Paris. Oumou Sy thiết kế trang phục cho các ca sĩ Senegal Baaba Maal và Youssou N'Dour, và giành nhiều giải thưởng tại các liên hoan phim quốc tế cho hạng mục thiết kế trang phục.
Năm 1998, Sy là một trong ba nhà thiết kế thời trang châu Phi giành được giải thưởng Principal Prince Claus; hai người còn lại là Tetteh Adzedu từ Ghana và Alphadi từ Mali.